# Commiphora pyracanthoides
Commiphora pyracanthoides är en tvåhjärtbladig växtart som beskrevs av Adolf Engler. Commiphora pyracanthoides ingår i släktet Commiphora och familjen Burseraceae. Inga underarter finns listade i Catalogue of Life.